# Bertrand du Guesclin

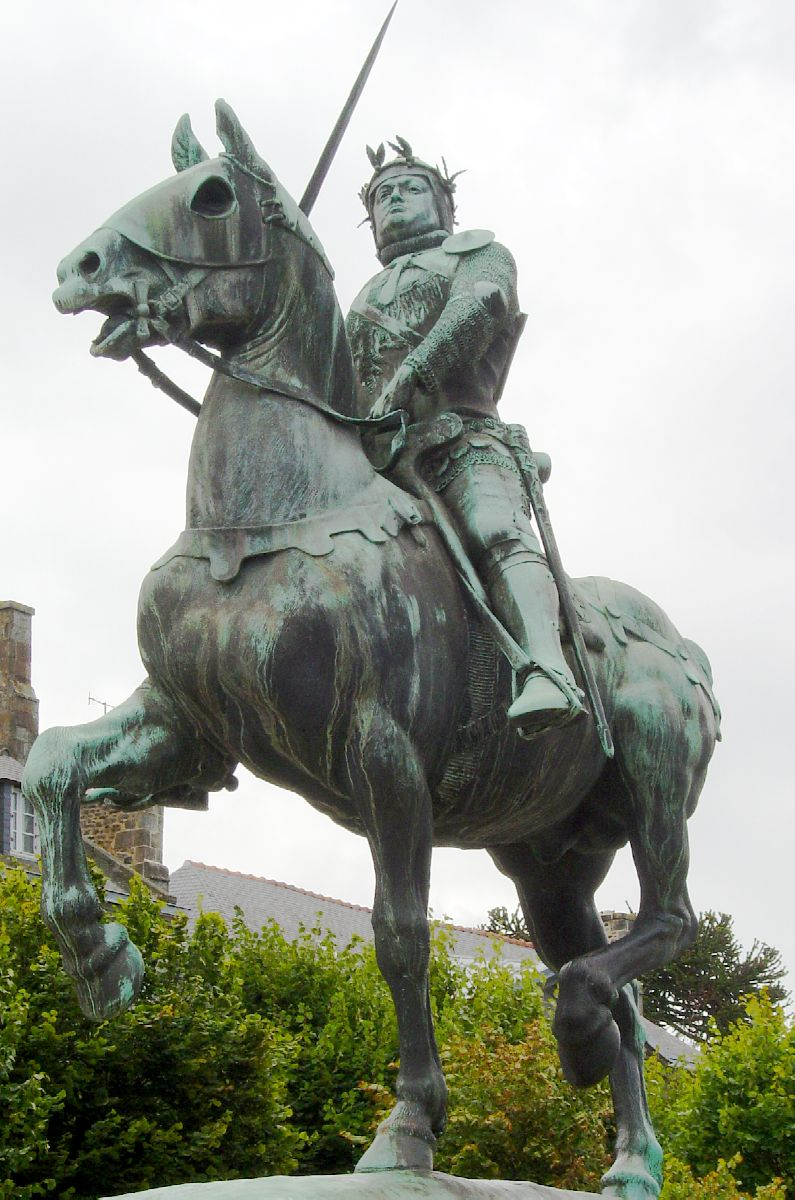
Standbeeld van Du Guesclin in Dinan, in 1902 gegoten door Emmanuel Frémiet

Bertrand du Guesclin (Motte-Broons, Bretagne, 1320 - bij Châteauneuf-de-Randon, 13 juli 1380) was een Frans veldheer uit de Honderdjarige Oorlog.
Hij was afkomstig van de thans verdwenen burcht Motte-Broons, op 24 km ten zuidwesten van Dinan. Du Guesclin werd geboren als landadellijke bastaard. 
Volgens de overlevering werd hij om zijn lelijkheid afgestoten. 

## Guerrilla
Bertrand was een herenboer die in de jaren vijftig van de 14e eeuw een guerrilla tegen de Engelse soldaten begon. Zijn successen, die vaak blijk gaven van een groot tactisch inzicht, trokken de aandacht van hoger geplaatsten, en in 1357 werd hij ingezet voor de verdediging van het door een Engelse overmacht belegerde Rennes. Als beloning voor het doorstaan van deze belegering werd hij tot ridder geslagen. 
Vanaf dat moment was hij een beroemdheid en werd hij door de Karel V van Frankrijk voor grote, vaak succesvolle, campagnes ingezet.
Bertrand was meester in het opstellen van hinderlagen. Hierdoor werd hij erg gevreesd onder de Engelse troepen. Door zijn groot tactisch inzicht wist hij langzaam in rang te stijgen.

## Strijd in Spanje
Tussen 1365 en 1370 trad hij in dienst van de Peter IV van Aragón, die hem de titel hertog van Molina verleende. De veldtocht die hij voor de koning van Aragon voerde, had een tweeledig doel:
- Het eerste was om de plundercompagnieën die huishielden in Frankrijk, het land uit te krijgen.
- Het tweede (belangrijkste) was om de koning van Castilië, Peter I van Castilië, van de troon te stoten en te vervangen door zijn bastaard-halfbroer Hendrik van Trastamara. Peter I van Castilië was een bondgenoot van de Engelsen en Karel V van Frankrijk wilde zijn zuidgrens beveiligd hebben. Daarom had hij zijn steun aangeboden aan Hendrik.

Aanvankelijk lukt het Bertrand om Castilië te veroveren. De tegenstand van Peter van Castilië was slechts minimaal en hij vluchtte steeds voor de troepen uit. Toen hij niet verder in het land kon vluchten, ging hij naar zijn bondgenoot, de Engelse kroonprins, Edward, prins van Wales (De Zwarte Prins). Deze besloot de koning te steunen.
In de Slag bij Nájera (1367)  werden de legers van Hendrik verpletterend verslagen. Castilië kwam weer snel geheel in handen van Peter I van Castilië.

## Gevangennemingen
Tot twee keer toe werd hij gevangengenomen:
- in 1364 tijdens de veldslag bij Auray, en
- in 1367 bij de Slag bij Nájera.

Telkens kocht de Franse koning hem vrij. Nadat hij vrij kwam, ging hij terug naar Castilië, waar koning Hendrik al een tijd bezig was zijn rijk te heroveren. Met de hulp van Du Guesclin, was de strijd snel beslist. Het eind van de strijd kwam toen Peter van Castilië in handen viel van zijn vijanden en vrijwel direct werd vermoord, waarschijnlijk door zijn stiefbroer zelf.

## Benoeming tot connétable
Toen Du Guesclin in 1370 terugkeerde naar Frankrijk, benoemde de koning hem ondanks zijn afkomst tot connétable van Frankrijk. In de jaren zeventig probeerde hij, grotendeels met succes, de Engelse legers uit Frankrijk te verdrijven, ook uit de vanouds Engelse gebieden Normandië en Aquitanië. Alleen de steunpunten Bordeaux en Calais bleven van de Engelse koning.

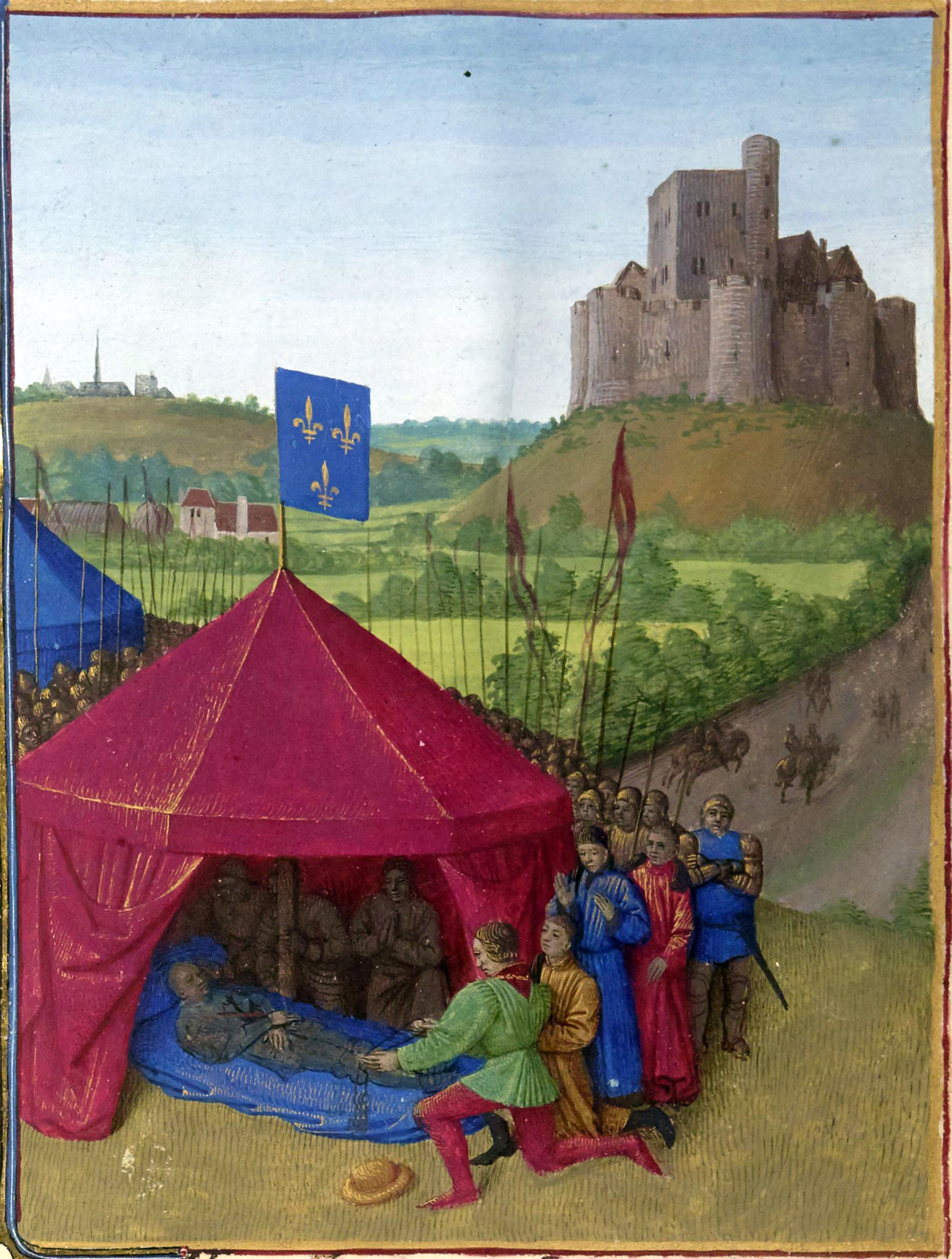
Bertrand op zijn sterfbed

## Overlijden
Du Guesclin overleed tijdens het belegeren van de stad Châteauneuf-de-Randon, bij Mende in het Zuid-Franse Département Lozère, overigens niet in de strijd. Hij werd volgens zijn wens naar Dinan overgebracht. Gedurende het overbrengen vond in de Zuid-Franse stad Le Puy de balseming plaats. De ingewanden werden aldaar bijgezet in de kerk Saint-Laurent. Dit was zijn eerste graf. Te Montferrand (wijk van het huidige Clermont-Ferrand) bleek dat de balseming niet op de juiste wijze had plaatsgevonden. Men maakte het vlees los van de botten en zette deze bij in de kerk du Cordeliers. Dat was zijn tweede graf. Toen de stoet Le Mans bereikte, op ongeveer 200 km ten oosten van Dinan, bracht een officier het koninklijk bevel dat het stoffelijk overschot naar Saint-Denis, bij Parijs, moest worden overgebracht. Zo kwam het skelet naar de koninklijke basiliek te Saint-Denis, dat zijn derde graf werd. Slechts het hart bereikte de plaats van bestemming, Dinan, dat Du Guesclins vierde graf werd. Hier kreeg hij later ook een standbeeld.
Na zijn dood werd de manier van oorlog voeren van Du Guesclin vergeten, en de Franse ridders verloren evenveel als vanouds. Maar later nam Jeanne d'Arc zijn tactieken over, en uiteindelijk won Frankrijk de Honderdjarige Oorlog.

## In fictie
Du Guesclin is vaak beschreven door minstrelen, onder andere door Jean Cuvelier. De 'Matthis Cuvelier' uit de boeken van de Nederlandse jeugdboekenschrijfster Thea Beckman is een personage. De kans dat Jean Cuvelier Du Guesclin persoonlijk gekend heeft is klein. In de trilogie Geef me de ruimte! (1976), Triomf van de verschroeide aarde (1977) en Het rad van fortuin (1978) van Beckman spelen Bertrand du Guesclin en Matthis beide een belangrijke bijrol. Net als in werkelijkheid is hij in haar boeken een slimme ridder.